# 伦斯勒 (印第安纳州)
伦斯勒（英語：Rensselaer）是一個位於美國印地安納州傑斯帕縣的城市。根據2010年美國人口普查，該地人口為5,859人，而該地的面積約為17.19平方千米。同時該地也是傑斯帕縣的縣治。

## 地理
伦斯勒的座標為40°56′17″N 87°09′05″W / 40.93806°N 87.15139°W，而該地的平均海拔高度為201米（即659英尺）。